# Anton Houtepen

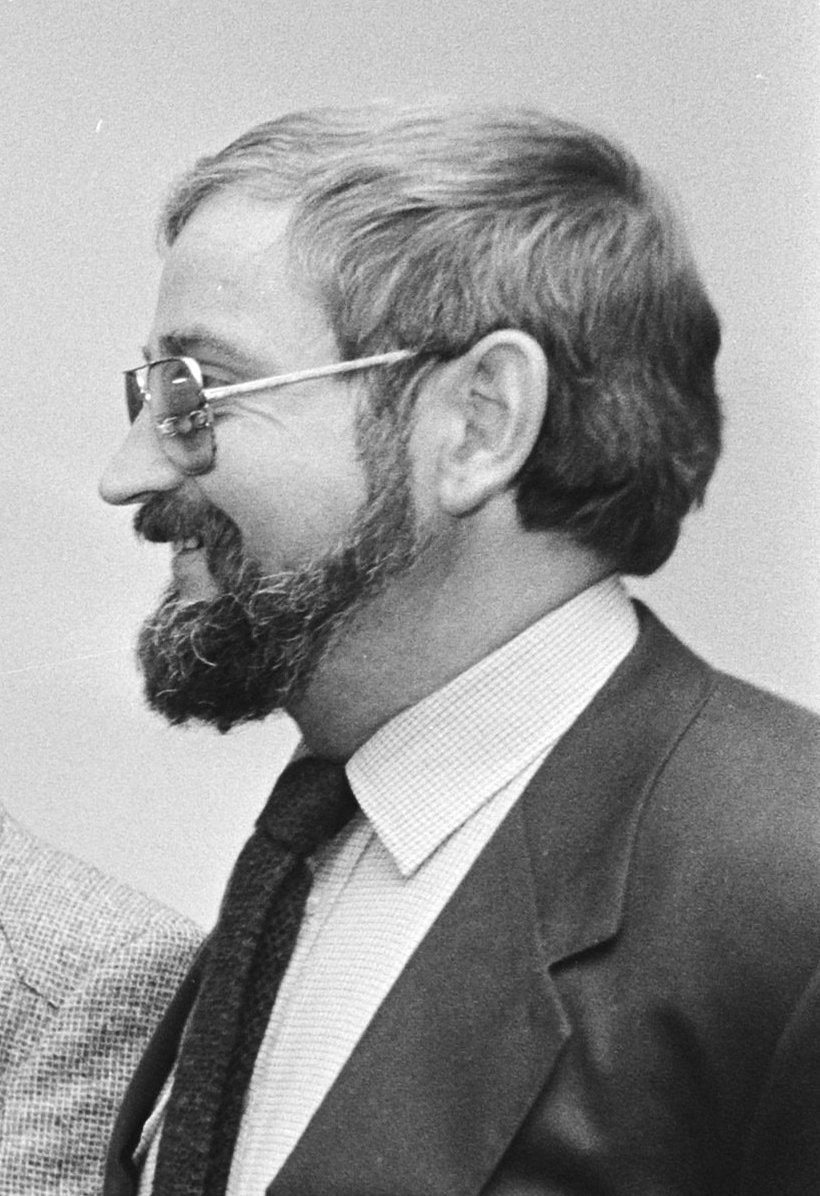
A.W.J. Houtepen (1983)

Antonius Wilhelmus Josephus (Anton) Houtepen (Etten-Leur, 1 april 1940 - Utrecht, 11 december 2010) was tot aan zijn 65e hoogleraar oecumenische en interculterele theologie aan de faculteit godgeleerdheid in Utrecht; ook was hij directeur van het Interuniversitair Instituut voor Missiologie en Oecumenica in die stad; hij doceerde ook wijsbegeerte aan de Erasmus Universiteit in Rotterdam. Hij was aanvankelijk, vóór zijn huwelijk, ook rooms-katholiek priester voor het bisdom Breda.

## Studie
Professor Houtepen studeerde theologie in Hoeven, Heidelberg en Nijmegen. In 1973 rondde hij die studie af met een promotie bij Edward Schillebeeckx over Onfeilbaarheid en Hermeneutiek.

## Oecumenelezing 2005
In zijn Oecumenelezing op 4 februari 2005, in aanloop naar de negende assemblee van de Wereldraad van Kerken in Brazilië, vroeg Houtepen zich af of er nog 'één was die vraagt naar God' – over God in een agnostische cultuur, het 'banaal arheïsme' (Dorothee Sölle).

## Afscheid van een almachtige God
Volgens Houtepen heeft menigeen in de laatste decennia afscheid genomen van een verre vreemde God, een 'vrijblijvend Opperwezen-in-ruste'. Afscheid ook van een almachtige God die almaar aan de touwtjes trekt, ons bijstuurt via engelen en wacht op onze verlanglijstjes om die dan vanuit de hoge hemel te verhoren. Een wetenschappelijk wereldbeeld hiertegenover wint terrein: uit stof en materie komen we op en zinken er ook weer in terug. Onze genen bepalen de kwaliteit van ons celmechanisme, hormonen en enzymen, neuronen en synapsen vormen het regelsysteem dat we leven noemen. De rest is terugkoppeling en conditionering door opvoeding, mode, politiek en lichamelijke behoeften die afhangen van de wetten van de thermodynamica. Te midden van al die fysische krachten, geen spoor van metafysica, laat staan een spoor van God.
Houtepen ziet een 'metamorfose van God' door de oecumenische beweging en de interreligieuze dialoog. God is daarin 'geen almachtig despoot noch vrijblijvend opperwezen-in-ruste, geen handlanger van de machtigen of de rijken, geen oplossing voor onze fysische of metafysische raadsels, geen patriarch die het mannen toestaat zich tegenover vrouwen als goden te gedragen, geen eenkennige God, die er alleen voor een bepaalde godsdienst zou zijn of alleen daar in waarheid aanbeden zou kunnen worden. Zo is er een uiterst belangrijke moderne ‘negatieve theologie’gegroeid, die onze vroomheid stuurt en ons voor valse Godsbeelden behoedt.

## Positief Godsbeeld
Vervolgens is er, binnen de christelijke theologie, ook een positief Godsbeeld ontwikkeld, ontleend aan Jezus als icoon van de onzichtbare God, parabel van Gods menslievendheid. In positieve termen verschijnt God als mysterie van gerechtigheid en erbarmen. Jezus noemt God 'Abba' dat wil zeggen: de zorgende, die hem draagt dwars door vonnis en dood heen en die hem en ons doet ingaan in het goddelijk leven. Zo verschijnt God als heilige Adem die ons stuwt, als creatieve energie, die de chaos overwint, die ons telkens weer bevrijdt uit de greep van de wanhoop, die ons aanzet tot geduld, vergeving, ootmoed, dienstbaarheid, gerechtigheid, vrede en vreugde (Galaten 5,22; Romeinen 14,17). God schenkt leven door ons nieuw te scheppen uit de doden, formuleert de koran bondig. “Hoe zouden jullie niet in God geloven? Jullie waren toch dood en Hij heeft jullie leven gegeven. Hij zal jullie laten sterven en vervolgens weer tot leven brengen, waarop jullie tot Hem terugkeren.” (Soera 2, 28). De eeuwen door heeft ditzelfde geluid in de christelijke kerken geklonken en is het op graven gebeiteld.
Misschien, aldus Houtepen, moeten theologen en gelovigen het aan de religieuze analfabeten van Europa opnieuw uitleggen: religie is het dragende gebinte van de cultuur en nergens haar bestrijder, wel haar kritische hoeder. De wereld van God raakt het hele domein van de materie en van de geest, zonder er zich ruimtelijk of tijdelijk in te bevinden. God en het goddelijke zijn niet te lokaliseren in tijd of ruimte, in cellen of in symbolen, in relaties of in hormonen. Gods levensenergie is niet verstopt in magnetisme of zwaartekracht, noch in enzymen of eiwitten, noch in taal of beelden. God concurreert niet met de werkelijkheid, verdringt het zelf van de mens niet, laat zich door niets forceren en forceert ook zelf niets of niemand. Doch alles wat is, de aarde, het vuur, de wind, de wolken, geboorte en liefde en dood zijn voor wie gelooft mogelijke boodschappers, verwijzingen, tekens, beelden van God, zonder dat God daarin ooit vastgesteld kan worden, maar wel zo dat het om meer gaat dan beeldspraak en metafoor.

## Rotterdam: theologie voor bedrijfskundigen
Houtepen was tien jaar bijzonder hoogleraar vanwege de Radboudstichting in Rotterdam. Zijn studenten waren daar geen theologen, maar economen, juristen en bedrijfskundigen, die in de 'gewone' westerse leefwereld een beroep zouden gaan uitoefenen en die tot zijn verbazing kwamen luisteren naar zijn verhalen. Zij waren gemotiveerd om in het leven een andere realiteit te kunnen ervaren. 'Wij komen bij u om te denken', zeiden ze weleens. Wat ze daarmee bedoelden? Houtepen noemt filosofie en theologie bij uitstek vakken waarin een bezinning plaatsvindt op de keuze in de dilemma's die zich aan je voordoen
Houtepen: 'Iets anders wat ik vooral in die Rotterdamse jaren heb gezien is hoezeer godsdienst mensen kan beklemmen. Veel studenten kwamen van de Zuid-Hollandse eilanden en droegen allerlei obsessies met zich mee ten aanzien van seksualiteit en huwelijk. Vaak waren ze door die obsessies van God als open vraag afgeraakt en hadden ze de oriëntatie in hun leven verloren. Ik ben er in die jaren steeds dieper van overtuigd geraakt dat dit niet de bedoeling kan zijn. Wil God in en voor onze cultuur denkbaar zijn, dan moet God richting bieden en niet allerlei problemen opleveren.'

## Overlijden
Houtepen leed al enige jaren aan een ernstige ziekte. De secretaris van de Raad van Kerken in Nederland, ds. Klaas van der Kamp, betitelde Houtepen als een icoon van de oecumene, een "godfather op wie wij altijd een beroep konden doen in kwesties over de oecumene, een man met een enorme dossierkennis, die de verschillende tradities van binnenuit kende". 

## Onderscheidingen
Houtepen was Officier in de Orde van Oranje Nassau en werd in 2009 door de Oud-Katholieke Kerk onderscheiden met de Blaise Pascal-prijs voor zijn bijdrage aan de oecumene.

## Belangrijkste publicaties
- In God is geen geweld, (oratie)
- Mensen van God - een pleidooi voor de kerk (1983)
- God een open vraag uit 1997 (2000), dat vertaald werd in het Duits, Engels, Italiaans en Russisch.
- Theologen op zoek naar God; twintig portretten van katholieke theologen uit de tweede helft van de twintigste eeuw (2001)
- Geloven in gerechtigheid - bijdragen tot een oecumenische sociale ethiek (2005)
- Uit aarde naar Gods beeld, Theologische antropologie (2006)

- Bibsys: 90739206
- Bibliothèque nationale de France: cb12808493p (data)
- Gemeinsame Normdatei: 121193055
- International Standard Name Identifier: 0000 0001 0861 550X
- Library of Congress Control Number: n82127990
- Nationale Bibliotheek van Letland: 000172575
- Nationale bibliotheek van Australië: 36428151
- Nationale Bibliotheek van Israël: 987007404134805171
- Nederlandse Thesaurus van Auteursnamen: 068356382
- Réseau des bibliothèques de Suisse occidentale: 02-A003385327
- Système universitaire de documentation: 088934306
- Virtual International Authority File: 138241
- WorldCat: E39PBJth3bBkmwTqcKrJyBkCcP